# Italienische Männer-Handballnationalmannschaft
Die italienische Männer-Handballnationalmannschaft vertritt den Handballverband Italiens als Auswahlmannschaft auf internationaler Ebene bei Länderspielen im Handball gegen Mannschaften anderer nationaler Verbände.

## Internationale Großereignisse

### Olympische Spiele
- Olympische Spiele 1972: nicht qualifiziert
- Olympische Spiele 1976: nicht qualifiziert
- Olympische Spiele 1980: nicht qualifiziert
- Olympische Spiele 1984: nicht qualifiziert
- Olympische Spiele 1988: nicht qualifiziert
- Olympische Spiele 1992: nicht qualifiziert
- Olympische Spiele 1996: nicht qualifiziert
- Olympische Spiele 2000: nicht qualifiziert
- Olympische Spiele 2004: nicht qualifiziert
- Olympische Spiele 2008: nicht qualifiziert
- Olympische Spiele 2012: nicht qualifiziert
- Olympische Spiele 2016: nicht qualifiziert
- Olympische Spiele 2020: nicht qualifiziert
- Olympische Spiele 2024: nicht qualifiziert

### Weltmeisterschaften
- Weltmeisterschaft 1970: nicht qualifiziert
- Weltmeisterschaft 1974: nicht qualifiziert
- Weltmeisterschaft 1978: nicht qualifiziert
- Weltmeisterschaft 1982: nicht qualifiziert
- Weltmeisterschaft 1986: nicht qualifiziert
- Weltmeisterschaft 1990: nicht qualifiziert
- Weltmeisterschaft 1993: nicht qualifiziert
- Weltmeisterschaft 1995: nicht qualifiziert
- Weltmeisterschaft 1997: 18. Platz (von 24 Mannschaften)

Kader: Michael Niederwieser, Massimo Dovere, Marcelo Schmidt Ricci, Davide Ruozzi, Sergio Cavicchiolo, Jürgen Prantner, Zaim Kobilica, Michele Guerrazzi, Alessandro Fusina, Settimio Massotti, Marcello Fonti, Corrado Bronzo, Alessandro Tarafino, Stefano Bonazzi, Ljubomir Bosnjak Flego, Maurizio Tabanelli Trainer:  Lino Červar.
- Weltmeisterschaft 1999: nicht qualifiziert
- Weltmeisterschaft 2001: nicht qualifiziert
- Weltmeisterschaft 2003: nicht qualifiziert
- Weltmeisterschaft 2005: nicht qualifiziert
- Weltmeisterschaft 2007: nicht qualifiziert
- Weltmeisterschaft 2009: nicht qualifiziert
- Weltmeisterschaft 2011: nicht qualifiziert
- Weltmeisterschaft 2013: nicht qualifiziert
- Weltmeisterschaft 2015: nicht qualifiziert
- Weltmeisterschaft 2017: nicht qualifiziert
- Weltmeisterschaft 2019: nicht qualifiziert
- Weltmeisterschaft 2021: nicht qualifiziert
- Weltmeisterschaft 2023: nicht qualifiziert
- Weltmeisterschaft 2025: 16. Platz (von 32 Mannschaften)

### Europameisterschaften
Als Gastgeber der Handball-Europameisterschaft 1998 erreichte sie Rang 11 (von 12).
- Europameisterschaft 1994: nicht qualifiziert
- Europameisterschaft 1996: nicht qualifiziert
- Europameisterschaft 1998: 11. Platz (von 12 Mannschaften)

Kader: Michael Niederwieser (5 Spiele/0 Tore), Piergiorgio Permunian (6/0), Ivan Mestriner (5/0), Alexander Trojer (2/0), Mauro Boschi (5/3), Marcello Montalto (2/5), Michele Guerrazzi (5/8), Alessandro Fusina (2/8), Alessandro Tarafino (5/9), Ljubomir Bosniak Flego (4/9), Maurizio Tabanelli (6/10), Marcelo Schmidt Ricci (5/13), Marcello Fonti (6/13), Jürgen Prantner (6/13), Zaim Kobilica (4/18), Settimio Massotti (4/24). Trainer:  Lino Červar.
- Europameisterschaft 2000: nicht qualifiziert
- Europameisterschaft 2002: nicht qualifiziert
- Europameisterschaft 2004: nicht qualifiziert
- Europameisterschaft 2006: nicht qualifiziert
- Europameisterschaft 2008: nicht qualifiziert
- Europameisterschaft 2010: nicht qualifiziert
- Europameisterschaft 2012: nicht qualifiziert
- Europameisterschaft 2014: nicht qualifiziert
- Europameisterschaft 2016: nicht qualifiziert
- Europameisterschaft 2018: nicht qualifiziert
- Europameisterschaft 2020: nicht qualifiziert
- Europameisterschaft 2022: nicht qualifiziert
- Europameisterschaft 2024: nicht qualifiziert

## Weitere Turnierteilnahmen

### Mittelmeerspiele
Bei den Mittelmeerspielen in verschiedenen Ländern des Mittelmeerraumes ist Handball seit 1967, mit Ausnahme von 1971, fester Bestandteil. Dort erreichte die Auswahl folgende Platzierungen:
- Mittelmeerspiele 1967: nicht teilgenommen
- Mittelmeerspiele 1971: nicht teilgenommen
- Mittelmeerspiele 1975: 05. Platz (von 5 Mannschaften)
- Mittelmeerspiele 1979:  02. Platz (von 7 Mannschaften)
- Mittelmeerspiele 1983: 06. Platz (von 10 Mannschaften)
- Mittelmeerspiele 1987: 05. Platz (von 8 Mannschaften)
- Mittelmeerspiele 1991:  03. Platz (von 10 Mannschaften)

Kader: Michael Niederwieser, Enzo Augello, Giorgio Permunian, Maouro Boshi, Paolo Bettini, Marcello Fonti, Maurizio Tabanelli, Settimio Massotti, Fabio Di Giuseppe, Marco Bossi, Massimo Mauceri, Franco Chionchio. Trainer: ?.
- Mittelmeerspiele 1993: 07. Platz (von 10 Mannschaften)
- Mittelmeerspiele 1997:  02. Platz (von 13 Mannschaften)

Kader: Michael Niederwieser, Marcello Schmidt Ricci, Jürgen Prantner, Zaim Kobilica, Michele Guerrazzi, Alessandro Fusina, Settimio Massotti, Marcello Fonti, Corrado Bronzo, Alessandro Tarafino, Leonardo Lopasso, Maurizio Tabanelli. Trainer:  Lino Červar.
- Mittelmeerspiele 2001: 08. Platz (von 12 Mannschaften)
- Mittelmeerspiele 2005: 09. Platz (von 10 Mannschaften)
- Mittelmeerspiele 2009: 07. Platz (von 9 Mannschaften)
- Mittelmeerspiele 2013: 04. Platz (von 10 Mannschaften)
- Mittelmeerspiele 2018: 11. Platz (von 13 Mannschaften)

Kader: Domenico Ebner, Alessio Moretti, Davide Bulzamini, Pasquale Maione, Martin Doldan, Giulio Venturi, Martin Sonnerer, Demis Radovcic, Riccardo Pivetta,  Riccardo Stabellini, Vito Fovio, Carlo Sperti, Dean Turkovic, Pablo Marrochi, Andrea Parisini, Michele Skatar. Trainer: ?
- Mittelmeerspiele 2022: 07. Platz (von 10 Mannschaften)

Kader: Mate Volarević, Alessio Moretti, Leo Prantner, Gianluca Dapiran, Davide Bulzamini, Giacomo Savini, Marco Mengon, Nicolo D'Antino, Andrea Colleluori, Stefano Arcieri, Simone Mengon, Oliver Martini, Thomas Bortoli, Axel Oppedisano, Andrea Parisini, Max Prantner. Trainer: Riccardo Trillini

## Bekannte ehemalige Spieler
- Settimio Massotti (302 Länderspiele)
- Alessandro Tarafino (>85)
- Marcello Fonti (203)
- Franco Chionchio (202)
- Zaim Kobilica (19)
- Alessandro Fusina (196)
- Ivan Mestriner (>42)
- Pasquale Maione (154)
- Marcello Montalto
- Tin Tokic

## Bisherige Trainer
- 1969–1970  Egidio Capra
- 1970–197?  Vittorio Silvestrucci
- 197?–1974  Victor Cojoucaru
- 1974–1979  Paolo Manzoni
- 1979–1983  Petar Perasić
- 1983–1987  Giuseppe Lo Duca
- 1987–19??  Vinko Dekaris
- Italo Trobbiani
- Vittorio Francese
- 199?–1994  Giuseppe Lo Duca
- 1994–2000  Lino Červar
- 2000–2002  Marko Šibila
- 2002–2005  Settimio Massotti
- 2006–2008  Ilija Puljević
- 2008  Giuseppe Tedesco
- 2008–2010  Francisco Javier Equisoain
- 2010–2013  Franco Chionchio
- 2013–2017  Fredi Radojkovič
- 2017–2025  Riccardo Trillini
- 2025–  Bob Hanning